# Чухлинка (платформа)
Чухлинка — залізнична платформа Горьківського напряму МЗ, лінії МЦД-4 Московських центральних діаметрів, в Рязанському районі Москви (на межі з Нижньогородським районом). Відноситься до Московсько-Курського регіону МЗ.
Розташована за 8 км від Москва-Пасажирська-Курська, час руху — близько 15 хвилин. На платформі зупиняються тільки приміські поїзди, зупинка поїздів далекого прямування і експресів не виконується. Назва платформа отримала від однойменного села, що розташовувалася в цьому місці. Раніше (до революції) іменувалася «Чухлинська».
За 200 метрів на північ від платформи по Карачаровському шосе розташовується станція Перово Казанського/Рязанського напрямків МЗ, можлива пішохідна пересадка. Також можлива зручна пішохідна (800 м) пересадка з платформи Плющево Казанського напрямку, що відрізняється від Перово відсутністю турнікетів на вихід.

## Пересадки
- Перово
- Автобуси: 7, 36, 46, 59, 83, 131, 254, 314, 334, 371, 449, 469, 617, 759, 787, 842, 987, т77